# Eri Sendai
 (juillet 2023).
Si vous disposez d'ouvrages ou d'articles de référence ou si vous connaissez des sites web de qualité traitant du thème abordé ici, merci de compléter l'article en donnant les références utiles à sa vérifiabilité et en les liant à la section « Notes et références ».
Eri Sendai (仙台エリ, Sendai Eri) est une actrice de doublage et directrice de production japonaise, née le 30 octobre 1981 à la Préfecture de Tokyo.
Elle est également professeur de doublage à la SAY YOU LAB (ja).

## Biographie

### Enfance et formation
Eri Sendai est née le 30 octobre 1981.

## Filmographie

### En tant qu'actrice de doublage

#### 2006
- Yu-Gi-Oh! GX Tag Force : Rei Saotome ;
- Elebits : Kai ;

#### 2007
- Bakugan: Battle Brawlers : Runo Misaki ;
- Detective Conan: The Mirapolis Investigation : Moe Kasuga ;
- Yu-Gi-Oh! GX Tag Force 2 : Rei Saotome ;
- Dragonaut - The Resonance : Nanami Hoshi ;
- Castlevania: The Dracula X Chronicles : Tera ;

#### 2008
- Final Approach 2: 1t Priority : Misao Kisumi ;
- Suggoi! Arcana Heart 2 : Angelia Avalon ;
- Yu-Gi-Oh! GX Tag Force 3 : Rei Saotome ;

#### 2009
- Chrome Shelled Regios : Mifi Lotten ;
- K-ON! : Aya ;
- King of Thorn : Shizuku Ishiki ;
- Arcana Heart 3: LOVE MAX!!!!! : Angelia Avalon ;

#### 2010
- Cat Planet Cuties : Aiko Ishimine ;
- Umineko: Golden Fantasia : Furfur ;

#### 2011
- Toriko : Safla ;
- Kamisama Dolls : Suo ;
- Carnival Phantasm : Chikagi Katsuragi ;
- Dunamis 15 : Natsuki Ichii ;
- The Future Diary : Tsu Kasugano / Sixth ;
- Last Exile: Fam, The Silver Wing : Marianne ;
- Umineko: When They Cry - Chiru : Furfur ;

#### 2012
- Future Diary: The 13th Diary Owner : Tsubaki Kasugano / Sixth ;
- Chunibyo : Toka Takanashi ;
- Love, Chunibyo & Other Delusions! : Toka Takanashi ;
- Code:Breaker : Aoba Takastu ;
- Girls und Panzer : Takako Caesar Suzuki / Akiyama ;
- Code:Breaker : Aoba Takastu / Lime ;

Source : BehindtheVoice.com